# Conepatus leuconotus
El zorrillo cadeno o zorrino de nariz porcina (Conepatus leuconotus) es una especie de la familia Mephitidae perteneciente al género Conepatus. Su área de distribución se extiende desde Arizona y Texas hasta Nicaragua. Se distribuye por una gran variedad de hábitats, en una amplia gama de altitud, aunque evita los desiertos y las selvas.

## Descripción
Es la mofeta más grande del mundo, llegando a medir más de 80 cm y a pesar 2,7 kg.
Es una especie nocturna y solitaria que se alimenta principalmente de insectos, en especial de larvas a las que saca excavando.

## Estado de conservación
Es difícil de censar por lo que no se sabe muy bien su estado de conservación aunque se cree que ha desaparecido o reducido drásticamente sus poblaciones en buena parte del sur de EE. UU.
Aunque no está catalogado como en peligro por la UICN, una de sus subespecies, C. l. telmalestes, que se extendía por el sudeste de Texas, ha sido considerada extinta en el año 1994.

## Taxonomía
Conepatus mesoleucus y Copenatus leuconotus han sido considerados especies distintas hasta hace poco, pero los estudios parecen demostrar que son la misma especie.
Se han descrito numerosas subespecies, que los estudios congregan resumir en tres:
- C. l. leuconotus
- C. l. figginsi
- C. l. telmalestes

Aunque algunos estudios ponen en duda la validez de las subespecies telmalestes y figginsi.